# 648
| [ Edytuj tabelę ]          |                            |
| Cesarz Bizancjum           | - 641 Konstans II 668      |
| Cesarz Chin                | - 626 Tang Taizong 649     |
| Król Deiry                 | - 644 Oswin 651            |
| Król Essexu                | - 617 Sigeberht I Mały 653 |
| Król Franków w Austrazji   | - 639 Sigebert III 656     |
| Król Franków w Neustrii    | - 639 Chlodwig II 658      |
| Cesarz Japonii             | - 645 Kōtoku 654           |
| Kalif                      | - 644 Usman ibn Affan 656  |
| Król Kentu                 | - 640 Earconbert 664       |
| Patriarcha Konstantynopola | - 641 Paweł II 653         |
| Władca Korei               | - 642 Pojang 668           |
| Król Longobardów           | - 636 Rotari 652           |
| Król Mercji                | - 626 Penda 655            |
| Papież                     | - 642 Teodor I 649         |
| Król Persji                | - 632 Jezdegerd III 651    |
| Król Wizygotów             | - 642 Chindaswint 649      |

Rok 648 / DCXLVIII
stulecia: VI wiek ~
VII wiek ~
VIII wiek

lata: 638 «
643 «
644 «
645 «
646 «
647 «
648
» 649
» 650
» 651
» 652
» 653
» 658

## Wydarzenia

### Według miejsca

#### Cesarstwo Bizantyjskie
- Cesarz Konstans II wydaje imperialny edykt zabraniający dyskutowania o monoteletyzmie, aby uspokoić intensywne kontrowersje wywołane tą doktryną. Edykt ten, rozpowszechniany przez patriarchę Pawła II w imieniu Konstansa, znany jest jako „Typos”.

#### Europa
- Król Sigebert II z Austrazji otrzymuje radę od Remaklusa, aby założył opactwa w Stavelot i Malmedy.

#### Wielka Brytania
- Król Cenwalh z Wessex powraca z 3-letniego uchodźstwa w Anglii Wschodniej, aby odzyskać swoje królestwo. Daje 3000 łanów ziemi wokół nizin Berkshire swojemu bratankowi Cuthredowi, prawdopodobnie pod-królowi Berkshire (South East England).
- Cenwahl zaprasza biskupa Birinusa do ustanowienia pod jego kierownictwem katedry Old Minster w Winchester. Razem budują mały kamienny kościół[1].

#### Azja
- generał Ashina She'er z dynastii Tang odzyskuje kontrolę nad miastem Karasahr i prowadzi kampanię przeciwko królestwu Kucha w Kotlinie Kaszgarskiej w Sinciang, wasalowi Zachodniotureckiego Chanatu.

#### Ameryka
- We wczesnej potyczce w przededniu Drugiej wojny między miastami Tikál i Calakmul, B’alaj Chan K’awiil odnosi zwycięstwo wojskowe, najwyraźniej nad swoim przyrodnim bratem, który sprowokował go, używając tego samego Herbu (lub glifu).
- Dos Pilas odłącza się od Tikál i staje się wasalem Calakmul.

### Według tematu

#### Literatura
- Zakończenie prac nad Księgą Jin w Chinach podczas panowania dynastii Tang. Jej redaktorem naczelnym jest kanclerz Fang Xuanling, który również umiera w tym roku.

#### Religia
- Papież Teodor I ekskomunikuje Pawła II z Konstantynopola.

## Urodzili się
- Kōbun  – 39. cesarz Japonii
- Tōchi, japońska księżniczka (zm. 678)

## Zmarli
- Fang Xuanling, kanclerz z dynastii Tang (ur. 579)
- Jan z Sedre, Syryjski Prawosławny Patriarcha Antiochii.[2]
- Ma Zhou, kanclerz dynastii Tang (ur. 601)
- Xiao, cesarzowa z dynastii Sui